# Rainilaiarivony

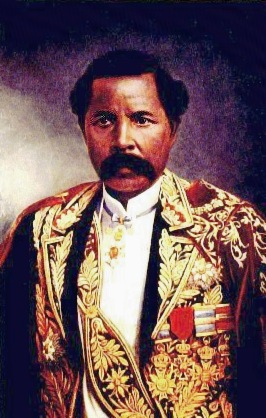
Premierminister Rainilaiarivony

Rainilaiarivony (* 30. Januar 1828 in Ilafy; † 17. Juli 1896 in Algier) war von 1864 bis 1895 Premierminister des Königreichs Madagaskar.
Er wurde als Sohn von Rainiharo – eines Liebhabers und gleichzeitig Premierministers der Königin Ranavalona I. – geboren und genoss daher deren besondere Gunst. Er stieg bis zum Posten eines Privatsekretärs der Königin auf. Mit seinem Amtsvorgänger Rainivoninahitriniony war er verwandtschaftlich verbunden (sie waren Halbbrüder und hatten beide Rainiharo zum Vater).
Seine lange Regierungszeit erklärt sich aus seinen Heiraten. Er war nacheinander mit den Königinnen Rasoherina, Ranavalona II. und Ranavalona III. verehelicht. Bereits vor diesen Ehen war er gleichzeitig mit Ralizah (seit 1845; vier Kinder) und Rasoanalina (seit 1847; 15 Kinder) verheiratet.
Der Premierminister erkannte den Nutzen einer Kooperation mit den Europäern und deren Technik. 1865 schloss er einen umfassenden Vertrag mit Großbritannien, 1868 auch mit Frankreich ab. Später kamen noch Verträge mit weiteren westlichen Staaten (darunter Deutschland und die Vereinigten Staaten) hinzu. 1869 ließ er sich protestantisch taufen.
Er schaffte Polygamie und Sklaverei ab, zeigte sich aber ansonsten tolerant gegenüber einheimischen Traditionen. Rainilaiaryvony wertete das Schulsystem stark auf und ließ Einheimische europäische Techniken erlernen. Er hoffte, mit diesen Maßnahmen weniger von europäischen Beratern und Missionaren abhängig zu sein.
Da er vermutete, dass die Europäer Madagaskar kolonisieren wollten, spielte er diese geschickt gegeneinander aus. Gleichzeitig verschaffte er seinem Volk Kenntnisse in europäischer Waffentechnik, baute die Armee aus und ließ sie modernisieren (Kanonen, Gewehre, Maschinengewehre). So hoffte er einer allfälligen militärischen Aggression standhalten zu können und dem Königreich die Unabhängigkeit zu wahren.
In der Verwaltung schuf er moderne Strukturen. Ein Zivil- und Strafrecht nach europäischem Vorbild wurde geschaffen. Dorfräte erhielten mehr Rechte. Ein modernes Armen-, Gesundheits- und Polizeiwesen wurde aufgebaut. An die Stelle königlicher Berater traten Minister, an die Stelle von Häuptlingen Provinzgouverneure. Als er 1895 wegen der französischen Invasion ins Exil nach Algier flüchtete, gab es zahlreiche Schulen im Land mit über 150.000 Schülern und Schülerinnen. Fast ein Viertel des Volkes hatte sich christlich taufen lassen – darunter beinahe die ganze Elite.